# Pereskiopsis
Peireskiopsis é um gênero botânico da família Cactaceae. Seu nome é oriundo da junção da palavra Pereski (Pereskia) e a palavra grega -opsis (vendo), o que significaria "vendo pereskia" (devido à sua semelhança com as espécies do gênero Pereskia).

## Descrição
A forma de Pereskiopsis não é a de um cacto típico, pois possui grandes folhas verdes e cresce como um arbusto. Apenas a presença das areolas (geralmente com espinhos e glochids), e as flores, permitem que ela seja identificada como um cacto. As flores abrem durante o dia. A Pereskiopsis é freqüentemente usada como material de enxerto para outros cactos, pois como cavalo promove o crescimento rápido do cavaleiro. Seu pequeno diâmetro o torna um excelente material de enxerto para mudas pequenas, mas muitas espécies superam o material e precisam ser reenxertadas ou enraizadas. Pereskiopsis são cactos tropicais e não podem suportar nenhuma geada. Para a sobrevivência o ideal é manter uma temperatura de aproximadamente 12° C durante o inverno e ter cuidado com o excesso de água. O caule tende a apodrecer com muita facilidade, especialmente com baixas temperaturas quando a planta não está crescendo ativamente.

## Espécies
- Pereskiopsis aquosa
- Pereskiopsis blakeana
- Pereskiopsis diguetii
- Pereskiopsis kellermanii
- Pereskiopsis porteri
- Pereskiopsis rotundifolia
- Pereskiopsis spathulata